# جيمي سويني
جيمي سويني (بالإنجليزية: Jimmy Sweeney) هو كاتب أغاني وعازف قيثارة ومغني أمريكي، ولد في 15 مارس 1922 في ناشفيل في الولايات المتحدة، وتوفي في 6 أكتوبر 1992 في Nashville (disambiguation) ‏ بسبب سرطان.